# 10000 (број)
10000 је број, нумерал и име глифа који представља тај број. 10000 је природан број који се јавља после броја 9999, а претходи броју 10001.

## У математици
- Је квадрат броја 100
- Је квадратни корен од 100.000.000
- 24 * 54 = 10000

## У науци
- У анатомији је познато да је сваки неурон у људском мозгу повезан са 10.000 других[1]

## У спорту
- Трка на 10.000 метара је стандардна трка на атлетским такмичењима
- 10.000 је број километара које Прешао Гус Монен бициклом, и то за 22 дана, 15 сати, 34 минута и 9 секунди. Ово остварење је уписано у светску књигу рекорда[2]

## Остало
- Је број квадратних метара у једном хектару
- 10.000 B.C је назив америчког филма из 2008. године